# Ronde van het Baskenland 2009
De Ronde van het Baskenland 2009 (Vuelta al País Vasco) werd verreden van 6 tot en met 11 april in Spanje, in de autonome deelstaat Baskenland. Deze etappekoers maakt deel uit van de UCI ProTour. Alberto Contador verdedigde met succes zijn titel van 2008. De Est Rein Taaramäe won het bergklassement. Beste Nederlander werd Robert Gesink, met een zevende plaats in het eindklassement, en de beste Belg was Dries Devenyns, die zestiende werd. Het was de negenenveertigste editie van deze wielerkoers.

## Etappe overzicht
| etappe | datum    | start       | eindstreep  | afstand   | winnaar           | land        |
| ------ | -------- | ----------- | ----------- | --------- | ----------------- | ----------- |
| 1e     | 6 april  | Ataun       | Ataun       | 142,5 km  | Luis León Sánchez | Spanje      |
| 2e     | 7 april  | Ataun       | Villatuerta | 160 km    | Joeri Trofimov    | Rusland     |
| 3e     | 8 april  | Villatuerta | Eibar       | 172,5 km  | Alberto Contador  | Spanje      |
| 4e     | 9 april  | Eibar       | Gueñes      | 161 km    | Michael Albasini  | Zwitserland |
| 5e     | 10 april | Gueñes      | Zalla       | 169       | Marco Pinotti     | Italië      |
| 6e     | 11 april | Zalla       | Zalla       | 24 km (t) | Alberto Contador  | Spanje      |

Het parcours van de Ronde van Baskenland was in deze editie, zoals gewoonlijk, erg heuvelachtig. Vrijwel elke etappe bestond uit veel klim- en daalwerk, overigens zonder echt in het hooggebergte te komen. Sprinters vermijden deze wedstrijd doorgaans, evenals de kasseienspecialisten die zich voorbereiden op Parijs-Roubaix. Deze etappekoers is wel een perfecte voorbereiding op de heuvelachtige klassiekers en de Ronde van Italië, en had traditioneel een sterk deelnemersveld.
Veel van de favorieten maakte in de eerste etappe deel uit van de kopgroep die voor de eindzege sprintte. Luis León Sánchez, ruim een maand eerder winnaar van Parijs-Nice, won de groepssprint. Dat het parcours zich leent voor succesvolle vluchten bleek al in etappe 2, toen twee renners uit een kopgroep waarin ook Bauke Mollema zat voor het peloton uitbleven. De rus Joeri Trofimov werd de winnaar. De zwaarste rit was de etappe naar Éibar, met aankomst vlak na de Alto de Itxua, een pittige klim van 4,2 km lang met maximaal 11% stijging. De Amerikaan Chris Horner verhoogde het tempo, waardoor de kopgroep rap uitdunde. Zijn kopman Contador nam het over en sprong gemakkelijk weg van zijn naaste belagers. Hij finisht uiteindelijk 8 seconden eerder dan een achtervolgend groepje met daarin zijn landgenoten Colom, Sanchez en de Australiër Cadel Evans. Het klassement was gemaakt.
In de volgende twee etappes kwam Contador's gele leiderstrui niet in gevaar. In beide gevallen won een renner van Team Columbia-High Road. De Zwitsers Albasini bleef twee medevluchters, waaronder de Belg Jurgen van den Broeck, voor in de sprint. Zijn Italiaanse ploegmaat Pinotti bleef een aanstormend peloton in finishplaats Zalla 19 seconden voor. Het was op de dag af 6 jaar geleden dat Pinotti voor het laatst een profwedstrijd won, ook toen in het Baskenland.
Met de verschillen nog altijd minimaal moest de afsluitende tijdrit rondom Zalla, met daarin twee korte klimmetjes, de beslissing geven. Meervoudig wereldkampioen Michael Rogers zette een snelle tijd neer, waar uiteindelijk alleen de klassementskandidaten aan kwamen. De klimmer Colom verbaasde in positieve zin, door onder de tijd van Rogers te duiken. Dat deed ook Samuel Sánchez, de kopman van de Baskische ProTourploeg. Het was echter voor beiden niet genoeg om titelverdediger Contador te verslaan. De Astana-renner dook 22 seconden onder de tijd van Colom, en veroverde daarmee wederom het eindklassement in Baskenland.

## Algemeen eindklassement
| Eindklassement | Eindklassement     | Eindklassement | Eindklassement          | Eindklassement |
| rang           | renner             | land           | ploeg                   | tijd           |
| -------------- | ------------------ | -------------- | ----------------------- | -------------- |
| 1              | Alberto Contador   | Spanje         | Astana                  | 20u48'30"      |
| 2              | Antonio Colom      | Spanje         | Team Katusha            | + 0'30"        |
| 3              | Samuel Sánchez     | Spanje         | Euskaltel-Euskadi       | + 0'53"        |
| 4              | Cadel Evans        | Australië      | Silence-Lotto           | + 1'33"        |
| 5              | Luis León Sánchez  | Spanje         | Caisse d'Epargne        | + 1'48"        |
| 6              | Damiano Cunego     | Italië         | Lampre-N.G.C.           | + 1'53"        |
| 7              | Robert Gesink      | Nederland      | Rabobank                | + 1'57"        |
| 8              | Michael Rogers     | Australië      | Team Columbia-High Road | + 2'30"        |
| 9              | Vincenzo Nibali    | Italië         | Liquigas                | + 2'30"        |
| 10             | Roman Kreuziger    | Tsjechië       | Liquigas                | + 2'35"        |
| 11             | Christian Knees    | Duitsland      | Team Milram             | + 3'00"        |
| 12             | Sandy Casar        | Frankrijk      | Française des Jeux      | + 3'07"        |
| 13             | David López García | Spanje         | Caisse d'Epargne        | + 3'39"        |
| 14             | Egoi Martínez      | Spanje         | Euskaltel-Euskadi       | + 4'01"        |
| 15             | Fredrik Kessiakoff | Zweden         | Fuji-Servetto           | + 4'07"        |
| 16             | Dries Devenyns     | België         | Quick Step              | + 4'18"        |
| 17             | Jakob Fuglsang     | Denemarken     | Team Saxo Bank          | + 4'18"        |
| 18             | Amaël Moinard      | Frankrijk      | Cofidis                 | + 4'18"        |
| 19             | Andrea Noè         | Italië         | Liquigas                | + 4'18"        |
| 20             | Gorka Verdugo      | Spanje         | Euskaltel-Euskadi       | + 4'18"        |
| 27             | Pieter Weening     | Nederland      | Rabobank                | + 7'55"        |
| 33             | Francis De Greef   | België         | Silence-Lotto           | + 10'58"       |
| 48             | Maxime Monfort     | België         | Team Columbia-High Road | + 18'58"       |
| 77             | Addy Engels        | Nederland      | Quick Step              | + 37'45"       |

## Puntenklassement
| Puntenklassement | Puntenklassement  | Puntenklassement    | Puntenklassement        | Puntenklassement |
| rang             | renner            | land                | ploeg                   | punten           |
| ---------------- | ----------------- | ------------------- | ----------------------- | ---------------- |
| 1                | Samuel Sánchez    | Spanje              | Euskaltel-Euskadi       | 61               |
| 2                | Alberto Contador  | Spanje              | Astana                  | 59               |
| 3                | Luis León Sánchez | Spanje              | Caisse d'Epargne        | 58               |
| 4                | Ben Swift         | Verenigd Koninkrijk | Team Katusha            | 50               |
| 5                | Christian Knees   | Duitsland           | Team Milram             | 37               |
| 6                | Antonio Colom     | Spanje              | Team Katusha            | 36               |
| 7                | Marco Pinotti     | Italië              | Team Columbia-High Road | 35               |
| 8                | Cadel Evans       | Australië           | Silence-Lotto           | 34               |
| 9                | Francesco Gavazzi | Italië              | Lampre N.G.C.           | 31               |
| 10               | Joeri Trofimov    | Rusland             | Bbox Bouygues Télécom   | 25               |

## Bergklassement
| Bergklassement | Bergklassement        | Bergklassement   | Bergklassement    | Bergklassement |
| rang           | renner                | land             | ploeg             | punten         |
| -------------- | --------------------- | ---------------- | ----------------- | -------------- |
| 1              | Rein Taaramäe         | Estland          | Cofidis           | 37             |
| 2              | Aitor Hernández       | Spanje           | Euskaltel-Euskadi | 35             |
| 3              | Christian Vande Velde | Verenigde Staten | Garmin-Slipstream | 21             |
| 4              | David Moncoutié       | Frankrijk        | Cofidis           | 19             |
| 5              | Egoi Martínez         | Spanje           | Euskaltel-Euskadi | 14             |
| 6              | Damiano Cunego        | Italië           | Lampre N.G.C.     | 12             |
| 7              | José Herrada          | Spanje           | Contentpolis-Ampo | 12             |
| 8              | Alberto Contador      | Spanje           | Astana            | 11             |
| 9              | Andy Schleck          | Luxemburg        | Team Saxo Bank    | 9              |
| 10             | Cadel Evans           | Australië        | Silence-Lotto     | 8              |

## 1e etappe
| Uitslag etappe | Uitslag etappe     | Uitslag etappe | Uitslag etappe |
| rang           | renner             | land           | tijd           |
| -------------- | ------------------ | -------------- | -------------- |
| 1              | Luis León Sánchez  | Spanje         | 3u28'43"       |
| 2              | Samuel Sánchez     | Spanje         | z.t.           |
| 3              | Jérôme Pineau      | Frankrijk      | z.t.           |
| 4              | Christian Knees    | Duitsland      | z.t.           |
| 5              | Aleksandr Kolobnev | Rusland        | z.t.           |
| 6              | Joaquím Rodríguez  | Spanje         | z.t.           |
| 7              | Michael Rogers     | Australië      | z.t.           |
| 8              | Vincenzo Nibali    | Italië         | z.t.           |
| 9              | Dries Devenyns     | België         | z.t.           |
| 10             | Cadel Evans        | Australië      | z.t.           |

| Tussenstand algemeen klassement | Tussenstand algemeen klassement | Tussenstand algemeen klassement | Tussenstand algemeen klassement |
| rang                            | renner                          | land                            | tijd                            |
| ------------------------------- | ------------------------------- | ------------------------------- | ------------------------------- |
| 1                               | Luis León Sánchez               | Spanje                          | 3u28'43"                        |
| 2                               | Samuel Sánchez                  | Spanje                          | z.t.                            |
| 3                               | Jérôme Pineau                   | Frankrijk                       | z.t.                            |
| 4                               | Christian Knees                 | Duitsland                       | z.t.                            |
| 5                               | Aleksandr Kolobnev              | Rusland                         | z.t.                            |
| 6                               | Joaquím Rodríguez               | Spanje                          | z.t.                            |
| 7                               | Michael Rogers                  | Australië                       | z.t.                            |
| 8                               | Vincenzo Nibali                 | Italië                          | z.t.                            |
| 9                               | Dries Devenyns                  | België                          | z.t.                            |
| 10                              | Cadel Evans                     | Australië                       | z.t.                            |

## 2e etappe
| Uitslag etappe | Uitslag etappe     | Uitslag etappe      | Uitslag etappe |
| rang           | renner             | land                | tijd           |
| -------------- | ------------------ | ------------------- | -------------- |
| 1              | Joeri Trofimov     | Rusland             | 4u12'46"       |
| 2              | Rein Taaramäe      | Estland             | + 0'05"        |
| 3              | Ben Swift          | Verenigd Koninkrijk | + 1'10"        |
| 4              | Michael Albasini   | Zwitserland         | z.t.           |
| 5              | Luis León Sánchez  | Spanje              | z.t.           |
| 6              | Francesco Gavazzi  | Italië              | z.t.           |
| 7              | Fabian Wegmann     | Duitsland           | z.t.           |
| 8              | Allan Davis        | Australië           | z.t.           |
| 9              | Aleksandr Kolobnev | Rusland             | z.t.           |
| 10             | Manuele Mori       | Italië              | z.t.           |

| Tussenstand algemeen klassement | Tussenstand algemeen klassement | Tussenstand algemeen klassement | Tussenstand algemeen klassement |
| rang                            | renner                          | land                            | tijd                            |
| ------------------------------- | ------------------------------- | ------------------------------- | ------------------------------- |
| 1                               | Luis León Sánchez               | Spanje                          | 7u42'39"                        |
| 2                               | Aleksandr Kolobnev              | Rusland                         | z.t.                            |
| 3                               | Jérôme Pineau                   | Frankrijk                       | z.t.                            |
| 4                               | Christian Knees                 | Duitsland                       | z.t.                            |
| 5                               | Samuel Sánchez                  | Spanje                          | z.t.                            |
| 6                               | Michael Rogers                  | Australië                       | z.t.                            |
| 7                               | Roman Kreuziger                 | Tsjechië                        | z.t.                            |
| 8                               | Egoi Martínez                   | Spanje                          | z.t.                            |
| 9                               | Vincenzo Nibali                 | Italië                          | z.t.                            |
| 10                              | Alberto Contador                | Spanje                          | z.t.                            |

## 3e etappe
| Uitslag etappe | Uitslag etappe     | Uitslag etappe | Uitslag etappe |
| rang           | renner             | land           | tijd           |
| -------------- | ------------------ | -------------- | -------------- |
| 1              | Alberto Contador   | Spanje         | 4u16'29"       |
| 2              | Cadel Evans        | Australië      | + 0' 09"       |
| 3              | Samuel Sánchez     | Spanje         | z.t.           |
| 4              | Antonio Colom      | Spanje         | z.t.           |
| 5              | Damiano Cunego     | Italië         | + 0'28"        |
| 6              | Robert Gesink      | Nederland      | + 0'33"        |
| 7              | Luis León Sánchez  | Spanje         | + 0'36"        |
| 8              | Roman Kreuziger    | Tsjechië       | + 0'55"        |
| 9              | Fredrik Kessiakoff | Zweden         | z.t.           |
| 10             | Vincenzo Nibali    | Italië         | z.t.           |

| Tussenstand algemeen klassement | Tussenstand algemeen klassement | Tussenstand algemeen klassement | Tussenstand algemeen klassement |
| rang                            | renner                          | land                            | tijd                            |
| ------------------------------- | ------------------------------- | ------------------------------- | ------------------------------- |
| 1                               | Alberto Contador                | Spanje                          | 11u59'08"                       |
| 2                               | Cadel Evans                     | Australië                       | + 0' 09"                        |
| 3                               | Samuel Sánchez                  | Spanje                          | z.t.                            |
| 4                               | Antonio Colom                   | Spanje                          | z.t.                            |
| 5                               | Damiano Cunego                  | Italië                          | + 0'28"                         |
| 6                               | Robert Gesink                   | Nederland                       | + 0'33"                         |
| 7                               | Luis León Sánchez               | Spanje                          | + 0'36"                         |
| 8                               | Roman Kreuziger                 | Tsjechië                        | + 0'55"                         |
| 9                               | Vincenzo Nibali                 | Italië                          | z.t.                            |
| 10                              | Sandy Casar                     | Frankrijk                       | z.t.                            |

## 4e etappe
| Uitslag etappe | Uitslag etappe        | Uitslag etappe      | Uitslag etappe |
| rang           | renner                | land                | tijd           |
| -------------- | --------------------- | ------------------- | -------------- |
| 1              | Michael Albasini      | Zwitserland         | 3u59'42"       |
| 2              | Jurgen Van den Broeck | België              | z.t.           |
| 3              | Christian Vande Velde | Verenigde Staten    | z.t.           |
| 4              | Ben Swift             | Verenigd Koninkrijk | + 1'25"        |
| 5              | Allan Davis           | Australië           | z.t.           |
| 6              | Xavier Florencio      | Spanje              | z.t.           |
| 7              | Björn Schröder        | Duitsland           | z.t.           |
| 8              | Christian Knees       | Duitsland           | z.t.           |
| 9              | David de la Fuente    | Spanje              | z.t.           |
| 10             | Samuel Sánchez        | Spanje              | z.t.           |

| Tussenstand algemeen klassement | Tussenstand algemeen klassement | Tussenstand algemeen klassement | Tussenstand algemeen klassement |
| rang                            | renner                          | land                            | tijd                            |
| ------------------------------- | ------------------------------- | ------------------------------- | ------------------------------- |
| 1                               | Alberto Contador                | Spanje                          | 16u00'16"                       |
| 2                               | Samuel Sánchez                  | Spanje                          | + 0' 08"                        |
| 3                               | Cadel Evans                     | Australië                       | z.t.                            |
| 4                               | Antonio Colom                   | Spanje                          | z.t.                            |
| 5                               | Damiano Cunego                  | Italië                          | + 0'27"                         |
| 6                               | Robert Gesink                   | Nederland                       | + 0'32"                         |
| 7                               | Luis León Sánchez               | Spanje                          | + 0'35"                         |
| 8                               | Roman Kreuziger                 | Tsjechië                        | + 0'54"                         |
| 9                               | Vincenzo Nibali                 | Italië                          | z.t.                            |
| 10                              | Sandy Casar                     | Frankrijk                       | z.t.                            |

## 5e etappe
| Uitslag etappe | Uitslag etappe      | Uitslag etappe      | Uitslag etappe |
| rang           | renner              | land                | tijd           |
| -------------- | ------------------- | ------------------- | -------------- |
| 1              | Marco Pinotti       | Italië              | 4u15'56        |
| 2              | Ben Swift           | Verenigd Koninkrijk | + 0' 19"       |
| 3              | Francesco Gavazzi   | Italië              | z.t.           |
| 4              | Christian Knees     | Duitsland           | z.t.           |
| 5              | Johannes Fröhlinger | Duitsland           | z.t.           |
| 6              | Vladimir Jefimkin   | Rusland             | z.t.           |
| 7              | David López García  | Spanje              | z.t.           |
| 8              | Peter Velits        | Slowakije           | z.t.           |
| 9              | Dries Devenyns      | België              | z.t.           |
| 10             | Alberto Contador    | Spanje              | z.t.           |

| Tussenstand algemeen klassement | Tussenstand algemeen klassement | Tussenstand algemeen klassement | Tussenstand algemeen klassement |
| rang                            | renner                          | land                            | tijd                            |
| ------------------------------- | ------------------------------- | ------------------------------- | ------------------------------- |
| 1                               | Alberto Contador                | Spanje                          | 20u16'31"                       |
| 2                               | Samuel Sánchez                  | Spanje                          | + 0' 08"                        |
| 3                               | Cadel Evans                     | Australië                       | z.t.                            |
| 4                               | Antonio Colom                   | Spanje                          | z.t.                            |
| 5                               | Damiano Cunego                  | Italië                          | + 0'27"                         |
| 6                               | Robert Gesink                   | Nederland                       | + 0'32"                         |
| 7                               | Luis León Sánchez               | Spanje                          | + 0'35"                         |
| 8                               | Roman Kreuziger                 | Tsjechië                        | + 0'54"                         |
| 9                               | Vincenzo Nibali                 | Italië                          | z.t.                            |
| 10                              | Sandy Casar                     | Frankrijk                       | z.t.                            |

## 6e etappe
| Uitslag etappe | Uitslag etappe        | Uitslag etappe   | Uitslag etappe |
| rang           | renner                | land             | tijd           |
| -------------- | --------------------- | ---------------- | -------------- |
| 1              | Alberto Contador      | Spanje           | 31'59""        |
| 2              | Antonio Colom         | Spanje           | + 0'22"        |
| 3              | Samuel Sánchez        | Spanje           | + 0'45"        |
| 4              | Michael Rogers        | Australië        | + 1'09"        |
| 5              | Luis León Sánchez     | Spanje           | + 1'13"        |
| 6              | Marco Pinotti         | Italië           | + 1'18"        |
| 7              | Christian Vande Velde | Verenigde Staten | + 1'22"        |
| 8              | Cadel Evans           | Australië        | + 1'25"        |
| 9              | Robert Gesink         | Nederland        | z.t.           |
| 10             | Damiano Cunego        | Italië           | + 1'26"        |

Mannen:
1924 · 1925 · 1926 · 1927 · 1928 · 1929 · 1930 · 1931–1934 · 1935 · 1936–1968 · 1969 · 1970 · 1971 · 1972 · 1973 · 1974 · 1975 · 1976 · 1977 · 1978 · 1979 · 1980 · 1981 · 1982 · 1983 · 1984 · 1985 · 1986 · 1987 · 1988 · 1989 · 1990 · 1991 · 1992 · 1993 · 1994 · 1995 · 1996 · 1997 · 1998 · 1999 · 2000 · 2001 · 2002 · 2003 · 2004 · 2005 · 2006 · 2007 · 2008 · 2009 · 2010 · 2011 · 2012 · 2013 · 2014 · 2015 · 2016 · 2017 · 2018 · 2019 · 2020 · 2021 · 2022 · 2023 · 2024 · 2025
Vrouwen: 
2022 · 2023 · 2024 · 2025
 Tour Down Under · 
 Ronde van Vlaanderen · 
 Ronde van het Baskenland · 
 Gent-Wevelgem · 
 Amstel Gold Race · 
 Ronde van Romandië · 
 Ronde van Catalonië · 
 Critérium du Dauphiné Libéré · 
 Ronde van Zwitserland · 
 Clásica San Sebastián · 
 Ronde van Polen · 
 Vattenfall Cyclassics · 
  Eneco Tour · 
 GP Ouest France-Plouay